# Железопътен транспорт в Швейцария
Железопътният транспорт в Швейцария е сектор с дълга история и еталон за качество както в страната, така и зад граница.
Тежкият алпийски релеф поставя пред развитието на този вид транспорт редица трудности, които са преодолявани чрез високотехнологични нововъведения, както по отношение на подвижния състав, така и на железопътната инфраструктура. Стратегическото разположение на Швейцария в централната част на континента, свързвайки водещите европейски икономики на Германия, Франция и Италия, създава сериозен стимул за развитието на сектора и носи големи ползи за икономиката на страната, а високото качество на произвеждания подвижен състав и строителните компании на железен път и тунели ги превръща в търсени зад граница.

## История
През 1844 г. е пусната в експлоатация първата железопътна отсечка в страната, свързваща Страсбург във Франция с Базел и така започва същинската част на железопътния транспорт в Швейцария. Дотогава той е на ниво планиране, като от 20-те години на XIX век (в самото начало на железниците като прохождащо нововъведение) са разглеждани различни проекти за железопътни линии в планинската конфедерация. Към онзи исторически момент кантоните са все още напълно самостоятелни, слабо обвързани помежду си, с неголеми финансови възможности взети поотделно и тяхната разпокъсаност, както и сериозните необходими инвестиции за преборване на тежкия планински терен са голяма пречка пред железниците.
Скоро след линията Страсбург – Базел (през 1847 г.) е пусната в експлоатация първата железопътна линия, построена изцяло на територията на Конфедерацията, свързваща Цюрих с Баден (в кантона Ааргау). Сериозен тласък на железопътното строителство е даден след гласуването на Конституцията за новото държавно устройство на Конфедерацията (1848 г.), засилваща централната власт и обвързваща кантоните по-тясно помежду им. Така през 1852 г. е приет първият федерален закон за железниците. Той постановява, че кантоните и частните железопътни дружества ще строят линиите без координация на федерално ниво, което предизвиква остра конкуренция между фирмите, привличащи различни кантони на своя страна. Строят се линии в пряка конкуренция една с друга, което намалява ефекта от разширяването на железопътната мрежа. Започват и първите фалити на железопътни компании. През 1861 г. Швейцарската железница Изток – Запад (Schweizerische Ostwestbahn (OWB)), създадена през 1852 г. с концесия на Кантона Берн, връчена на частни инвеститори, които година по-късно основават Швейцарската централна железница (Schweizerischen Centralbahn (SCB)) обявява фалит. Кантонът Берн изкупува дела на Швейцарската централна железница и така възниква Бернската държавна железница (Bernischen Staatsbahn (BSB)) – първата швейцарска железопътна компания, която не е частна собственост.
През 1872 г. е основано и първото железопътно дружество федерална собственост – Швейцарската национална железница (Schweizerische Nationalbahn (SNB)), създадена с идеята да разбие картелизацията на частните оператори между Боденското и Женевското езеро. През 1878 г. дружеството изпада във финансова криза и е придобито през 1880 г. от частната Швейцарска североизточна железница (Schweizerische Nordostbahn (NOB)) – едно от частните дружества, чийто монопол е трябвало да разбие. Тези проблеми в сектора предизвикват промяна в държавната политика по отношение на железниците и от предпочитаната частна инициатива за развитие на мрежата се преминава към одържавяване на частните дружества, проведено в периода 1901 – 1909 г., когато петте големи частни компании са включени в състава на Швейцарските федерални железници (Schweizerische Bundesbahnen (SBB).
Изолираността на Швейцария по време на Първата световна война предизвиква остър дефицит на въглища за железниците и на ранен етап на електрическите магистрални железници е взето решени за електрифициране на мрежата, за да се оползотвори и големият хидроенергиен потенциал на страната. След Втората световна война с развитието на шосейната мрежа на страната се засилва конкуренцията на автомобилния транспорт и някои железопътни линии са закрити. Едва през 1975 г. е даден нов тласък за развитието на железопътната мрежа на страната с откриването на Хайтерсбергската линия (Heitersberglinie) – първата железопътна отсечка, пусната в експлоатация в страната след края на Втората световна война.
През 1982 г. е пуснато т.нар. „тактово разписание“ (Taktfahrplan 1982), което е крайъгълен камък в новата история на швейцарския железопътен транспорт. С изграждането на цюрихската (S-Bahn Zürich) и други градски железници, те са интегрирани в междуградския железопътен транспорт чрез тактовото разписание. В зависимост от броя на населението са определени равни интервали, през които да се движат пътнически влакове между основните дестинации. С откриването през 2004 г. на линията Матщетен – Ротрист е завършена мрежата от основни свързващи гари по програмата за изграждане на мрежата „Железница 2000“ (Bahn 2000), след което акцентът пада на изграждането на трансконтиненталните железопътни магистрални връзки, известни като план „Нов железопътен алпийски траверс“ (Neue Eisenbahn-Alpentransversale (NEAT)) – Льочбергски базисен тунел (Lötschbergbasistunnel) и Готардски базисен тунел (Gotthard-Basistunnel).